# Рудий Сергій Петрович

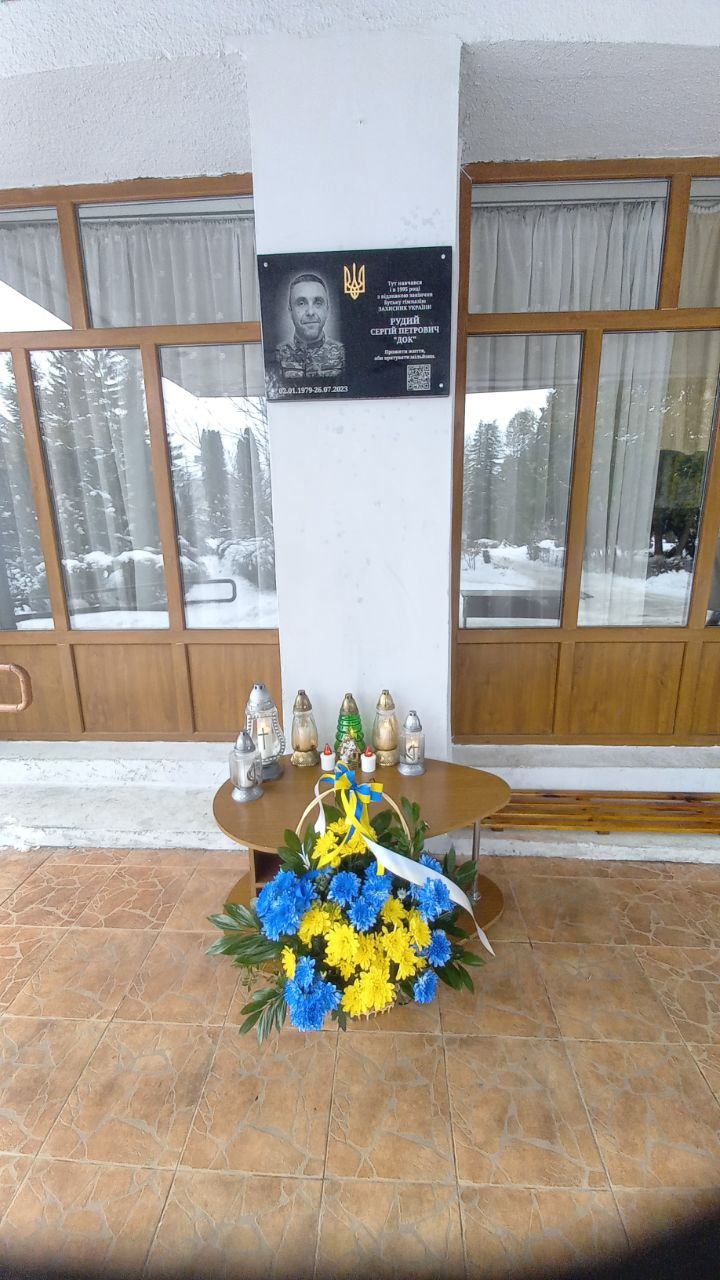
6 грудня 2023 року у Буській гімназії імені Євгена Петрушевича освячено пам'ятну дошку загиблому воєну Сергію Рудому

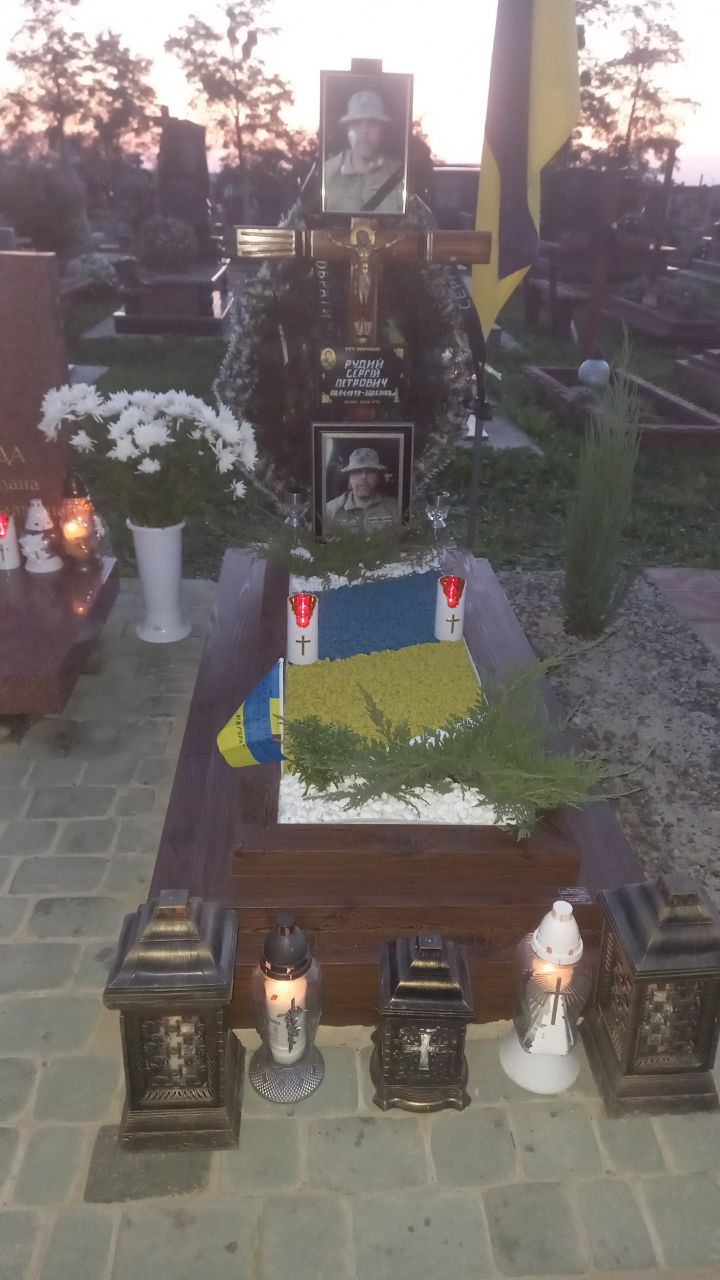

Сергі́й Петро́вич Руди́й (позивний «Док»; 2 січня 1979, м. Буськ — 26 липня 2023, поблизу н. п. Роботине) — український військовослужбовець, учасник російсько-української війни.

## Біографія
Рудий Сергій Петрович «Док» народився Львівської області. Навчався у Буській гімназії ім. Є. Петрушевича. Закінчив її в 1995 році з відзнакою. У 2001 році закінчив Харківську державну академію залізничного транспорту. Певний час проживав у Полтаві і працював на заводі алмазних інструментів. Згодом займався бізнесом. Перед тим, як піти воювати проживав та працював на будівельній фірмі FTP у Львові.
На війні був стрільцем-санітаром 47 ОМБ «Магура», 25 Ошб, 1 штурмового відділення 2 штурмового взводу 2 штурмової роти.
Загинув 26 липня 2023 року під час виконання бойового завдання від мінно-вибухового поранення поблизу населеного пункту Роботине Пологівського району Запорізької області. У Сергія залишилася дружина, донька та син. Похований у м. Буськ на новому кладовищі поруч з могилою матері.